# بيفان شاربلس
بيفان شاربلس (بالإنجليزية: Bevan Sharpless)‏ (و. 1904 – 1950 م) هو عالم فلك من الولايات المتحدة الأمريكية.
توفي عن عمر يناهز 46 عاماً.

## التعليم
تعلم في Swarthmore High School ‏، وكلية سوارثمور.